# 托尼·约翰逊 (音效师)
托尼·约翰逊（英語：Tony Johnson），男，新西兰音频工程师。他曾3次提名奥斯卡最佳音响效果奖。自1981年起，约翰逊参与制作了30多部电影。

## 部分影视作品
- 纳尼亚传奇：狮子·女巫·魔衣橱 (2005)[1]
- 阿凡达 (2009)[2]
- 霍比特人2：史矛革之战 (2013)[3]